# Jolanta Królikowska
Jolanta Królikowska, née le 21 mai 1960 à Varsovie, est une escrimeuse polonaise, pratiquant le fleuret.

## Palmarès

### Jeux olympiques d'été
- 1988 à Séoul
  - participation
- 1980 à Moscou
  - participation

### Championnats du monde
- Médaille d'argent par équipe en 1978 à Hambourg

### Championnats de Pologne
- en 1983, 1985 et 1988:
  - 3  Championne de Pologne